# 广州地铁6号线
广州地铁6号线是广州地铁的營運路线之一，属于城市轨道交通系统，代表色为紫色，全線大致呈东西走向的U字型，連接白云区的潯峰崗站至黄埔区的香雪站。目前共设32座车站、1个车辆段和1个停车场。车厢编制为4节L型编组列车。

## 概要

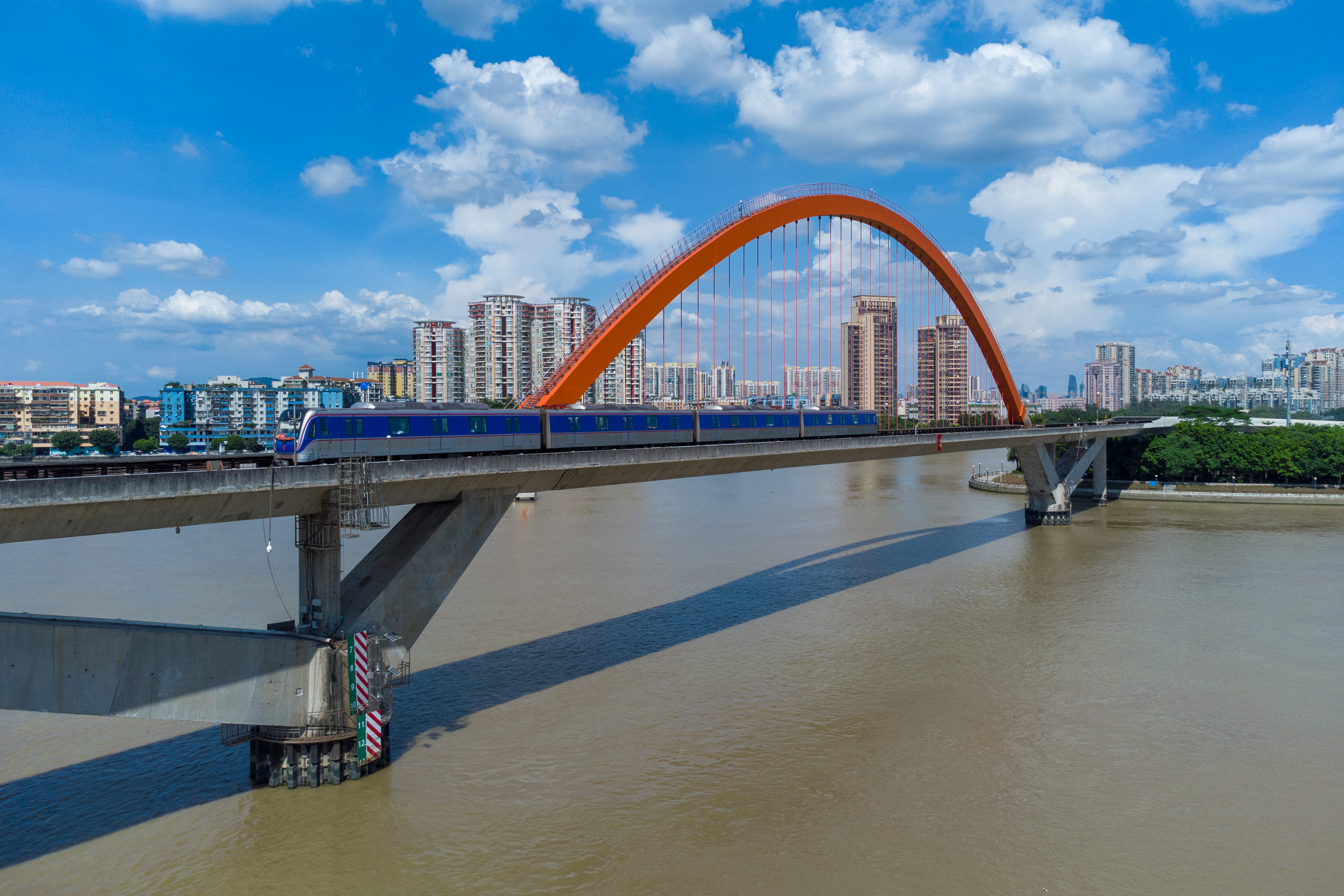
6号线白沙河大桥

六号线分为首期和二期建設，首期在2013年12月28日开通，二期则在2016年12月28日开通。
路线起点为广州西面的金沙洲地区的浔峰岗，高架跨过北环高速公路后沿金沙洲路中央往东南方向前进，于沙凤村东侧以白沙河大桥横跨珠江支流，连接到大坦沙岛之沙头顶。之后路线转向正南，由高架转入地下隧道，往南至双桥路侧下穿广茂铁路后，斜穿珠江支流，進入旧广州南站范围内多宝路处设如意坊站。路线沿黄沙大道往南抵达大同路处的黄沙站。之后路线沿六二三路，穿过文化公园，人民南路，沿一德路抵达海珠广场。绕过广州解放纪念碑后，依次经过泰康路、万福路、越秀南路后，穿过东华南路及大沙头路附近的一大片建筑物，抵达东山湖公园。隧道下穿东山湖，折往东北方向，沿东山大街、龟岗大马路、署前路行進。随后路线辗转沿农林下路往北，再以小半径曲线转入先烈中路、先烈东路，再转入广州大道北、兴华路往東行走。路线沿燕岭路往东北行进，經過華南植物園、跨華南快速高架橋。之後一直沿广汕路繼續往東前進，經林業學校、柯木塱村、天河軟件園，過大觀路口後進入黃埔區（原蘿崗區）。路線經黃陂村後转向東南、沿开创大道經暹岗後折往東方向，下穿北二环高速公路，止于荔紅路口的終點香雪站。
首期設潯峰崗停車場，位於潯峰崗站西南，兩者被小山丘相隔，本线的控制中心亦设于浔峰岗停车场内。二期增設蘿崗車輛段，位於香雪站東南。

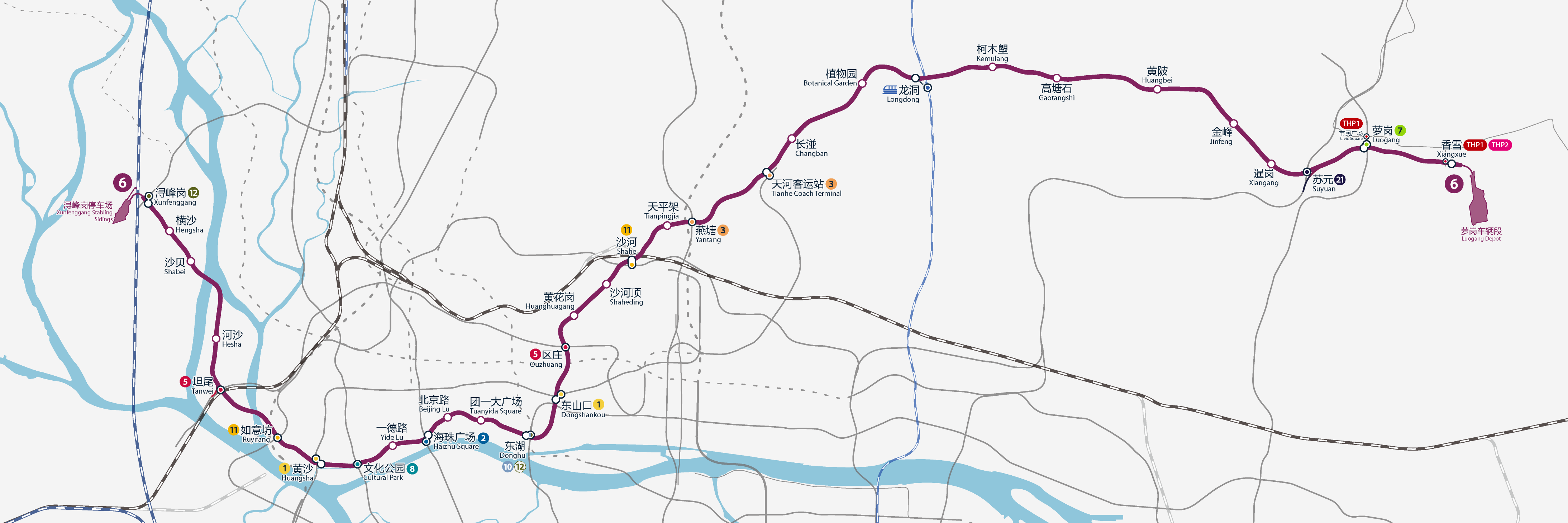
6號線線路圖，按真實走向比例繪畫

## 歷史

### 規劃
在1997年的《廣州市城市快速軌道交通線網規劃研究（最終報告）》中，當時的7號綫走向已經與現時6號綫大致相同，中段大致沿珠江北岸行走，往西通過黃沙後則直接過江往芳村滘口，然後再往西，以三眼橋為終點。而往東則在通過越秀南客運站後則立即轉往北，與1號線在烈士陵園站交匯。隨後下穿廣州起義烈士陵園，轉入先烈路往東北行走。隨後通過廣州大道北，興華路，進入廣汕路。最終以高塘石站為終點。
後來於2003年方案中，西段路線在通過黃沙之後不過江，繼續沿珠江沿岸到達舊廣州南站一帶，隨後轉入大坦沙島，沿橋中南路再轉向正北穿過該島。最終在沙頭頂向西北方向跨過珠江，進入金沙洲設沙貝站。隨後路線沿沙鳳一路、環洲四路和環洲五路呈「U」型行進，最終以黃麗路彩濱北路口（當時稱為A區站）為終點。而中段則改為繞經二沙島西端設站後再北上，與1號線則改為在東山口站交匯。後來金沙洲段拉直，改走金沙洲路，中段也不再繞經二沙島，改為下穿東山湖公園直接北上。6號線首期走向基本得以定型。
隨後6號線被分為兩期建造，潯峰崗站至長湴站一段作為6號線首期，長湴站至高塘石站一段則為二期路段。2006年，蘿崗區選擇直接通往廣州市區的6號線連接蘿崗中心區。因此6號線二期從高塘石站開始，沿開創大道大幅延長進入蘿崗區（現黃埔區之一部分），掠過廣州科學城北緣，6號線二期的走向亦得以定型。

### 建造

#### 首期工程
2006年6月21日，国家环保总局批复六号线环境影响报告书。
2005年6月28日，六號線試驗段黃沙站開工，隨即開始首期路段長達八年半的艱難建設。六號綫穿越多個地質惡劣地帶，工程進展並不順利，曾出現湧水、地陷甚至爆炸等險情，也出現過施工意外。同時由於拆遷工作的不順利，數個車站工期被一拖再拖，沙河站因拆遷進度膠著長達十多年，導致無法建造6號線的車站大堂及設備層，只有站台隧道完成建造，自6號線首期開通后不停站通過长达十一年；黃花崗站原定車站位置則因施工影響到沿線居民，引起他們不滿並進行抗議，被迫在開工後停工，並往北遷移站位200米，嚴重影響全線工期。同時由於部分車站工期被拖延，導致其施工圍蔽時間亦被大幅拖長，也引起了很多市民的不滿。
由於全線各段進度差距甚大，部分車站早已封頂，部分區間亦早已貫通開始鋪軌，甚至已移交營運進行調試，同時也出現部分車站仍在施工，部分區間段甚至未開工的情況。進度落後的區段成為制約首期路線開通的瓶頸，也導致六號綫開通時間一拖再拖。
2013年4月24日，广茂铁路改建明挖段隧道完工，標誌著六號綫首期全線隧道貫通。5月30日，首期全線短軌通，標誌六號線首期建造已進入尾聲。首期大部分車站及軌行區亦已於8月10號從建造事業總部三權移交給運營事業總部。從10月14日開始全線進行營運時刻表演練，不載客試運行。12月26日，廣州市地下鐵路總公司公佈，六號線定于2013年12月28日14:00开通试运营。
2013年12月28日上午，廣州市地下鐵道总公司举办“六路通达，感恩八方”六号线首期开通见证会。同日下午1時50分，六號綫首期正式开通试运营。
2015年1月28日，一德路站正式启用。2024年12月28日14时，沙河站隨11号线开通运营而同步启用。

#### 二期工程
2009年10月18日，蘿崗站作為6號線二期試驗性工點率先動工，並在2010年廣州亞運會前主体結構封顶。
2011年6月17日，二期工程正式开工建造。
2013年6月3日，萝岗站至香雪站区间左线盾构隧道顺利贯通，為二期工程首段隧道貫通；2013年10月15日，高塘石站主体結構封顶，为繼萝岗站後第二個主体结构封顶的二期車站；2014年4月1日，金峰站至暹岗站区间盾构隧道双线贯通；2014年5月21日，柯木塱站至高塘石站区间左线盾构隧道贯通。2015年1月15日，暹岗站~苏元站区间左线贯通。
2015年12月29日，苏元站主体结构封顶，標誌着六號線二期全線車站完成主体结构工程。
2016年1月20日，高塘石-黄陂站右線盾构隧道完工，標誌着六號綫二期全線隧道貫通。
2016年6月30日，二期全線路軌貫通。7月8日，二期全線送电成功，標誌六號線二期建造已進入尾聲。二期全部車站及軌行區亦分別於9月13日和19日從建造事業總部陸續將屬地管理權、調度指揮權、設備操作維護使用權移交給運營事業總部，隨即於20日進入運營調試階段。蘿崗車輛段則於26日將屬地管理權、調度指揮權、設備操作維護使用權從建造事業總部移交給運營事業總部，隨即於27日進入運營調試階段。從10月30日開始全線進行營運時刻表演練，首期路段（浔峰岗-长湴）保持目前运营服务水平，二期路段（长湴-香雪）不载客运行。
2016年12月28日，6號線二期正式開通試運營。
2017年6月28日，植物園站與柯木塱站正式启用。

## 车站

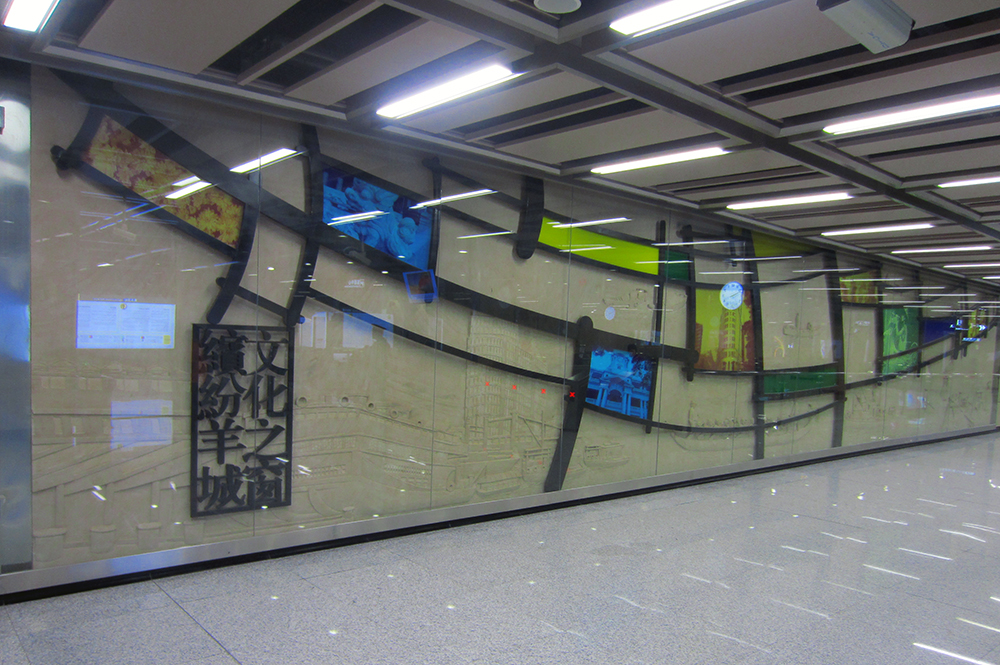
文化公园站文化艺术墙

六号线全长42.0公里，全线共设32个车站。位于白云区金沙洲内的3座车站（浔峰岗、横沙及沙贝）为高架车站，其余29座车站均为地下车站。
六号线一期开通时，除区庄站外，其他开放的车站均在站內设有男女公共洗手间，是广州地铁首条普遍设有公共洗手间的路线。同时，6号线全线列车和车站指示牌、廣告燈箱均使用比荧光灯寿命更长的LED灯作照明。
| 車站編號                                                                                       | 站名及配色 | 站名及配色 | 换乘路线                                               | 所在地 | 啟用時間       | 车站形式           |
| 6號線                                                                                          | 6號線      | 6號線      | 6號線                                                  | 6號線  | 6號線          | 6號線              |
| ---------------------------------------------------------------------------------------------- | ---------- | ---------- | ------------------------------------------------------ | ------ | -------------- | ------------------ |
| 601                                                                                            |            | 潯峰崗     | 12号线 1201                                            | 白云区 | 2013年12月28日 | 高架一岛一侧式站台 |
| 602                                                                                            |            | 横沙       |                                                        | 白云区 | 2013年12月28日 | 高架侧式站台       |
| 603                                                                                            |            | 沙贝       |                                                        | 白云区 | 2013年12月28日 | 高架侧式站台       |
| 604                                                                                            |            | 河沙       |                                                        | 荔灣区 | 2013年12月28日 | 地下岛式站台       |
| 605                                                                                            |            | 坦尾       | 5号线 502                                              | 荔灣区 | 2013年12月28日 | 地下侧式站台       |
| 606                                                                                            |            | 如意坊     | 11号线 1118                                            | 荔灣区 | 2013年12月28日 | 地下岛式站台       |
| 607                                                                                            |            | 黄沙       | 1号线 105                                              | 荔灣区 | 2013年12月28日 | 地下岛式站台       |
| 608                                                                                            |            | 文化公园   | 8号线 814                                              | 荔灣区 | 2013年12月28日 | 地下岛式站台       |
| 609                                                                                            |            | 一德路     |                                                        | 越秀区 | 2015年1月28日  | 地下分离式岛式站台 |
| 610                                                                                            |            | 海珠广场   | 2号线 212                                              | 越秀区 | 2013年12月28日 | 地下分离式岛式站台 |
| 611                                                                                            |            | 北京路     |                                                        | 越秀区 | 2013年12月28日 | 地下岛式站台       |
| 612                                                                                            |            | 团一大广场 |                                                        | 越秀区 | 2013年12月28日 | 地下分离式岛式站台 |
| 613                                                                                            |            | 东湖       | 10号线 10、12号线 1216                                 | 越秀区 | 2013年12月28日 | 地下岛式站台       |
| 614                                                                                            |            | 东山口     | 1号线 112                                              | 越秀区 | 2013年12月28日 | 地下分离式岛式站台 |
| 615                                                                                            |            | 区庄       | 5号线 509                                              | 越秀区 | 2013年12月28日 | 地下分离式岛式站台 |
| 616                                                                                            |            | 黄花岗     |                                                        | 越秀区 | 2013年12月28日 | 地下分离式岛式站台 |
| 617                                                                                            |            | 沙河顶     |                                                        | 天河区 | 2013年12月28日 | 地下岛式站台       |
| 618                                                                                            |            | 沙河       | 11号线 1109                                            | 天河区 | 2024年12月28日 | 地下分离式岛式站台 |
| 619                                                                                            |            | 天平架     |                                                        | 天河区 | 2013年12月28日 | 地下岛式站台       |
| 620                                                                                            |            | 燕塘       | 3号线 319                                              | 天河区 | 2013年12月28日 | 地下岛式站台       |
| 621                                                                                            |            | 天河客运站 | 3号线 316（未來为 10号线）[L10]                        | 天河区 | 2013年12月28日 | 地下岛式站台       |
| 622                                                                                            |            | 长湴       |                                                        | 天河区 | 2013年12月28日 | 地下岛式站台       |
| 623                                                                                            |            | 植物园     |                                                        | 天河区 | 2017年6月28日  | 地下雙岛式站台     |
| 624                                                                                            |            | 龙洞       | 龙洞站：广州东环城际铁路                               | 天河区 | 2016年12月28日 | 地下岛式站台       |
| 625                                                                                            |            | 柯木塱     |                                                        | 天河区 | 2017年6月28日  | 地下岛式站台       |
| 626                                                                                            |            | 高塘石     |                                                        | 天河区 | 2016年12月28日 | 地下岛式站台       |
| 627                                                                                            |            | 黄陂       |                                                        | 黃埔区 | 2016年12月28日 | 地下岛式站台       |
| 628                                                                                            |            | 金峰       |                                                        | 黃埔区 | 2016年12月28日 | 地下岛式站台       |
| 629                                                                                            |            | 暹岗       |                                                        | 黃埔区 | 2016年12月28日 | 地下岛式站台       |
| 630                                                                                            |            | 苏元       | 21号线 2109                                            | 黃埔区 | 2016年12月28日 | 地下岛式站台       |
| 631                                                                                            |            | 蘿崗       | 7号线 718 市民广场站：黄埔有轨1号线 THP104             | 黃埔区 | 2016年12月28日 | 地下岛式站台       |
| 632                                                                                            |            | 香雪       | 地铁香雪站：黄埔有轨1号线 THP101、黄埔有轨2号线 THP201 | 黃埔区 | 2016年12月28日 | 地下岛式站台       |
| 註釋                                                                                           |            |            |                                                        |        |                |                    |
| - 所有以斜体标识的线路和车站均未开通。 - L10 未來規劃中，3號線支線將拆解並延長，獨立為10號線。 |            |            |                                                        |        |                |                    |
| 论 编                                                                                          |            |            |                                                        |        |                |                    |

### 换乘站
6号线現時有14座换乘站。
已投入使用
- 潯峰崗站：换乘12号线[16]。因建设期间未作出预留，且6號線為架空車站，12號線為地下車站，须经通过换乘厅进行換乘。
- 坦尾站：换乘5号线。5号线坦尾站为高架车站，6号线坦尾站为地下车站，两线经地面站厅换乘，或经站台升降机直接换乘。
- 如意坊站：换乘11号线。设计上已作预留，分期建造，为T字型节点式换乘。節點位置位於車站西端，由於客流安排的關係，由6号线站台可通过西端节点换乘乘扶梯直达11号线站台；而11号线前往6号线则需通过站厅换乘。
- 黃沙站：换乘1号线。因1号线建设期间未作出预留，需行至站厅通过1号线出入口通道改造而成的换乘通道前往1号线站厅换乘。
- 文化公园站：换乘8号线。6號線首期建造时已同步建成8號線部分，通過站台的扶梯和樓梯节点换乘，或經站厅換乘。
- 海珠廣場站：换乘2号线。由於客流安排的關係，由6号线站台可通过新建的换乘通道乘扶梯直达2号线站台；而2号线前往6号线则需通过站厅。
- 東湖站：换乘10号线。10、12号线车站建设时在负一层和负三层设有通道及接口连接6号线，可通过上述通道及接口前往相应站厅进行换乘。
- 東山口站：换乘1号线。因1号线建设期间未作出预留，需行至站厅通过部分市政通道及1号线原A出口改造而成的换乘通道前往1号线站厅换乘，通道呈“之”字形，还需要走一段樓梯才能到达各自站厅。
- 区庄站：换乘5号线。两线呈L状相交，5号线站廳及站台均有扶梯通往北站厅地下室的客流集散区，但客流集散区与6号线站台为楼梯连接。亦设有1台连接两线站台的升降机。
- 沙河站：换乘11号线。设计上已作预留，分期兴建，兩線在該站大致平行，6號線在上，11號線在下。此站在开通初期亦不对外开放，該站站廳和設備區其後列入11号线建設工程，與11號線月台及換乘平台同步建成。
- 燕塘站：换乘3号线。建造时已同步实施，为十字型节点式换乘。由於客流安排的關係，6号线站台可通过新建的换乘通道乘扶梯到達換乘平台再到3号线站台；而3号线前往6号线则需繞經站厅。
- 天河客運站：换乘3号线（未來10号线）。因3号线建设期间未作出预留，需经站厅通道换乘。
- 苏元站：换乘21号线。建造時已预留，分期興建，為T字型節點式換乘。
- 蘿崗站：换乘7号线。因建造時未作出预留，為站廳通道換乘。

未来扩建的换乘站
- 東湖站：换乘12号线。10号线建造时已同步预留，与12號線需经疊式島式换乘。
- 沙河站：换乘26号线。26號線為遠期線路，车站建设时亦预留了换乘条件。

预留的换乘站
- 植物園站：此站在建设期间就已建成雙島式月台，並預留拆解條件，可供6號線与规划中的20号线實現站台平行換乘。

### 车站规模
6號線走線西段貫穿建築密集的老城區，為了避開建築物地基、下穿河涌或1號線、2號線等既有早期線路，首期部分車站需要跟隨走線埋於深達二十多米甚至最深三十幾米的地層。加上金沙洲的地質非常惡劣，即使多次改道或避開建築物地基及下穿河涌，仍然不適合建設全地下路線，容易構成安全風險，所以6號線在河沙站以北慢慢伸延到地面，隨即以高架橋的形式前往白雲區金沙洲，並在島內設三座高架車站。
同时，由于线路设计和使用4節列车编组原因，首期区段除了因地陷事故更改设计的如意坊站及与11号线同步统筹建设的沙河站外，其余車站的站体空間狹小。由於車站長度較短空間不足，部分車站只能設置一組（兩條一組或三、四條）扶梯及最少一條樓梯來往月台和站廳，埋深較大的車站更由於沒有足夠空間設置直接從站廳到月台的扶梯，而需要以多條較短的扶梯以迂迴的形式連接。而且老城區施工空間嚴重不足，以及儘量減少對路面交通造成影響，部分車站更只能以暗挖形式建造月台，導致月台候車空間比較狹窄侷促。不過二期路段沿線不屬於發展成熟地區，施工受到的限制比較少，因此二期的車站規模都比首期的車站更為寬敞。

## 行車安排
6号线现时开行两条行车线路：
- 浔峰岗 ⇋ 香雪：全日开行。
- 浔峰岗 ⇋ 黄陂：工作日晚高峰及中峰、节假日早晚高峰及中峰时段开行；每两班长线车开出后，第三班列车为短线车。

6號線在2016年12月28日二期開通當日开始，把首期既有潯峰崗至長湴的行車路線作為短线繼續開行。为了疏导植物園至黃陂沿途各站的客流，2019年7月1日起工作日高峰部分短線車的終點站調整至黃陂站；隨著增購列車陸續上線，所有短线车的终点站由2020年7月20日全部調整至黃陂站。2020年11月23日起再度开行潯峰崗至長湴的短线車。为了更好地疏解客流，2023年2月6日起不再开行工作日早高峰期间的短线列车。
現時六號線所有列車在報站前均會提醒乘客列車即將開往哪個方向，全線車站月台顯示屏均有顯示接下來三班列車的終點站和到達時間。

## 乘客量

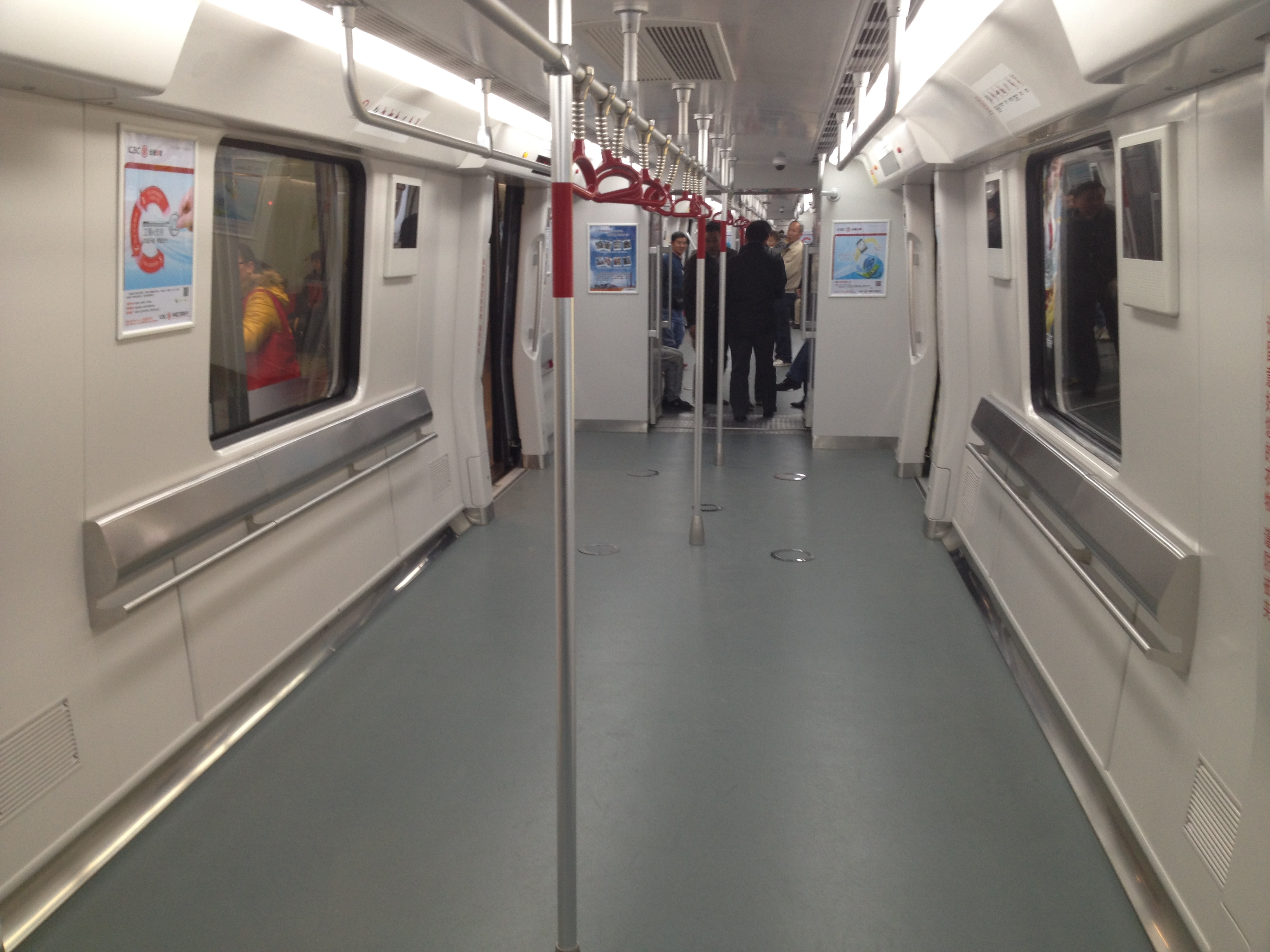
L3型列车僅設置兩條6人座長椅的车厢內部

6號線首期連接金沙洲新社區、珠江北岸老城區內多個新舊住宅區和批發市場（文化公園至海珠廣場、東湖、天平架等），以及部分商業區（東山口、海珠廣場等），同時和廣州地鐵線網現有中心城區內的主幹線均實現換乘；二期則起放射線的作用，連接廣州中心城區和外圍的蘿崗中心區。作為市區加密線的规划定位，首期在市區的走線較為迂迴，行走路段均為交通次級幹道，設站也相對更為密集，起到加密老城區地鐵覆蓋面的作用。
6號線首期開通前夕廣州地鐵方面預測日均客流達70萬人次，但开通初期却以日均40多萬人次的水平起跑。隨著乘客對線路日漸熟悉以及出行習慣的改變，6号线客流量与日俱增，2014年底日均客流接近60萬人次，最終於2016年突破當初預測的日均70萬人次的水平。因6號線并非属于主干线路，其未能直接連接重點商業區，首期沿線通勤客流大部分均需通過換乘其它市區線路來往工作地點，使得6號線首期客流以短途乘客為主，同時帶動其它線路的換乘客流。此外，6号线首期黄沙站与东山口站均可换乘1号线，且该区段走向与1号线大致上平行，故6号线首期也有效缓解了1号线客流压力。
6號線二期（长湴至香雪）開通後，由于沿线来往中心城区以及来往科學城上班的通勤需求量大，使得6號線整体客流继续增长，2017年工作日平均客流量已接近90萬人次。由于列车数量不足，叠加信号等原因的限制，6号线曾一度难以实现超高密度行车；除此之外，6号线使用的列车仅为4节L型编组，载客量仅为1、2、8号线6A编组的50%，对整体运能进一步大打折扣。综上所述，6号线早晚高峰時段长期不堪重负，早高峰外围往中心城区方向满载率均大于100%，部分车站等候多趟才能上车亦是家常便饭。为了缓解运力不足的问题，早晚高峰时6号线沿途多个车站采取客流控制措施限制人流，地铁方面亦将部分L3型列车的座椅由4条调整为2条，以增加站立空间；后续更增購列車，以求进一步增加運力。随着10、11、12等市区新线开通，6号线的拥挤情况方有所缓解。
2019年五一假期期間，6號線單日客流首次突破100萬人次。2019年12月31日跨年夜当天，6號綫单日客流量达到115.3万人次，创该线历史新高。2020年受疫情影响，加上8号线北延段和21號綫的开通，线路客流量有所回落；后期38列增购车逐步投入运营，使得发车间隔一定程度压缩，满载率也有所降低。随着社会复常，线路的客流量开始回升，2024年日均客流量为79.09万人次。

## 使用列车
现时6号线有两种列车行走，分别为L3型以及L6型，均為4節編組的直线电机列车（L型列车）。
| 內部型號 | 制造商               | 车辆编组          | 制造年代            | 车辆总数 |
| -------- | -------------------- | ----------------- | ------------------- | -------- |
| L3       | 南车青岛四方机车车辆 | 4L（Mc+Mp+Mp+Mc） | 2011-2012 2015-2016 | 51列     |
| L6       | 中车廣東轨道交通车辆 | 4L（Mcp+M+M+Mcp） | 2019-2020           | 38列     |

6号线进行可行性研究时，以2000年的广州市城市总体规划为依据，客流预测较为保守，4编组已基本符合预期。由于中国大陆当时流行“小编组高密度”的规划思路，线路评审时有专家坚决反对6编组方案，“能用4节编组解决问题的，就不用6节编组”，故6号线只得以4节编组方案推进。
然而线路动工后，广州西部地区规划已出现调整，城市人口和土地面积已有较大变化，加上二期东延规划落地，市政府和地铁公司预期4节编组方案无法满足实际需求。地铁公司内部曾考虑改为使用5编组车辆，广州地铁设计院亦给出了6编组B型车的改造方案。但由于部分车站已经开工，更有进度较前的车站已封顶，实施扩编方案将导致部分工程需要作废重做，造成大量投资浪费，并且需要漫长的设计变更审批流程；加上6号线途经多个老城区，4编组L型车方案所需土建面积相对较小，但仍面临巨大的拆迁难题，若落实扩编则需要增加拆迁量，导致线路开通时间将再往后拖延。因此，地铁公司最终放弃扩编方案。后续6號線二期已按照6節編組B型车进行设计。
6号线首期列车于2010年4月签订列车采购合同，由南车四方制造，共计196辆、49列（含一期27列、二期22列）。后再追加两列，共计204辆、51列（修改一期為40列、二期11列）。2011年10月11日，首列列车（06x001-002）在南车四方下线，并在当月19日抵达广州。
2018年10月底，廣州地鐵發佈的招標文件提及計劃將為6號線購入38列新列車，令全線車輛總數大幅增至89列。首列增購列車（06x103-104）于12月9日在中车广东轨道交通车辆有限公司下线，並在同月11日抵達廣州。该批列车已于2020年6月18日开始正式上线载客运营。

## 意外及事故

### 建设期间
- 2007年10月5日凌晨，如意坊站施工期間突然有水湧出，導致300平方米的地面塌陷約五六米，事故未造成人員傷亡[36]。次日6時30分，塌陷部分已全部用水泥回填[37]。隨後該站建設方案被修改，從暗挖分離島式站台改為全明挖單島式站台，但由於當時車站西端折返線隧道已經完工，車站範圍內的線間距只能保持在26米，因此本站6號線建成了寬達23米的島式站台。
- 2007年12月12日，北京路站发生罕见的吊机倾倒意外，折断的吊臂砸落万福路一侧的骑楼，无人受伤[38]。
- 2008年4月15日傍晚，东湖站中铁隧道公司承建的盾构工地发生爆炸，造成一死七伤的意外[39]。
- 2012年12月6日上午，開創大道近大塱村路面（下方為6號線萝岗站至香雪站盾構隧道區間）出現局部沉降，最大沉降量为15厘米，無人傷亡。[40]
- 2013年1月28日16时37分，文化公园站在康王南路杉木栏路路口處（下方為8號線折返線隧道）因本站工地爆破不當導致地陷，有商舖和榕樹陷入坑內，所幸無人傷亡[41]。
- 2019年12月1日，沙河站施工地段发生地面塌陷，一辆清污车和一部电瓶车陷入坑内，3人被困，事后确认3人均死亡。[42][43]

### 运营期间
- 2024年5月4日晚7时许，6号线因轨道设备故障，黄陂来往长湴沿途各站暂停服务，且浔峰岗方向行车间隔延长[44]。约半小时后线路逐步恢复正常服务[45]。

## 未来发展
6號線在规划初期曾有多項延長規劃，但最終均被取消：
- 支線：起於東湖站，往南通過二沙島，以赤崗塔站[註 3]為終點，後该规划取消。該路段現時成為12號線的東湖站至赤崗塔站一段。
- 三期：由香雪站起始，向東延伸到達位於增城區內的增城開發區站與穗莞深城際接駁[46]。後來在規劃調整中該段已成為23號線的一部分[47]。
- 西延段：佛山方面曾經提出建议，將6號線从浔峰岗站起向西北方向跨過潯峰山，延長至佛山市南海区里水鎮範圍內，後來被廣州地鐵方面否決。佛山方面后自行規劃有軌電車（现时在建的南海里水有轨电车）及地鐵新線經里水鎮進入廣州市。

6號線首期使用与4号线相同的4節編組L型車運行，並且土建方面沒有預留增加編組的條件，同時6號線二期的工程可行性報告（簡稱工可）中指出，首期將會有數個車站與區間的客流超過設計運力，預計4節編組列車將難以應付沿線巨大客流。當二期落實延伸至蘿崗後，初、近期都要和首期路段以4節編組列車貫通運行，工可中亦指出貫通後全線高峰斷面客流亦會超過設計運力，預計將大大加劇6號線運力不足的情況。
所以6號線二期計劃在遠期路線客流過大溢出時，進行路線拆解，為首期路線分流來自蘿崗的客流。設計時已在植物園站預留拆解延長條件，設計為雙島四線式車站，供拆解後在該站進行平行換乘。同時二期各站站台建設時已留足可以容納6節編組B型車的長度，並在隧道上方預留懸掛接觸網之空間，計劃二期拆解後改用B型車，以減少在車輛上的投資；但現有6號線的列車設計上也預留了可以改為任意數量編組的條件，因此也保留了拆解後二期繼續使用直線電機車輛的可能性，避免因為改變車型帶來的資源浪費。
不過現時6號線二期各站的站台佈置和屏蔽門已按照6節編組L型車長度進行設計和安裝，在其以外原可供6節編組B型車使用的站台空間已劃為洗手間及車站設備區；站台軌行區亦按照L型車的地台高度進行相應配置。因此若最終確定拆解後仍使用B型車，則需要對二期線路及各車站停運，進行大幅度的土建及設備改造，以適應6節編組B型車的需要。
拆解後6號線4節編組列車改為在一期線路中運行；而二期将会拆解为獨立運營的新線並使用6節編組列車運行，並需要從植物園延伸進入中心城區。但屆時蘿崗車輛段則會撥歸拆解後的新線使用，6號線則只能使用潯峰崗停車場，但該停車場收容能力過小，同時三面環山，沒有擴建條件，不能滿足6號線的客流需求。而且拆解線在植物園站無法折返，而内侧的6號線亦只能通过单渡线進行站前折返，不利于换乘，拆解后各自都必须延长以满足功能。故6號線本線亦需要在植物園站繼續往北延長，以尋找地方興建新車輛段；拆解線亦需要於植物園延伸進入中心城區，避免二期客流繼續湧入一期，達到分流的效果。
在2015年《廣州市新一輪城市軌道交通建設規劃方案》中，6號線二期將拆解為23號線，兩端分別延長至京溪南方醫院站以及官湖站；一期則計劃從植物園站北延至龍洞北站。但在2017年11月《广州市轨道交通线网规划修编》中，23號線則變更為一條完全新建的線路，不再由6號線二期拆解。在最新的《广州市轨道交通线网规划（2018-2035）》中，6号线二期（植物园至香雪段）的拆解線路變更為20號線，西端由植物园站向南延伸，經天河東路、獵德大道行走，已知途經石牌桥站、猎德站、猎德大道站、最终過江到达赤岗塔站，东端继续向东延伸，经刘村、新塘站到达江南站；而新6號線北段亦将繼續延長至廣州中學站。
根据广州市交通局于2021年9月底发布的《广州市交通运输“十四五”规划》，6号线二期在近期不会拆解为20号线，而将继续向东延长4公里至刘村站。该东延计划已被列入广州市“十四五”规划的策划项目，预计有机会进入下一轮线网建设规划中；而6号线拆解及北延计划则预计在远期进行。